# Marieholmsskogens naturreservat
Marieholmsskogen är ett naturreservat i Åsenhöga socken i Gnosjö kommun i Jönköpings län.
Naturreservatet omfattar 295 hektar och är skyddat sedan 2000. Området är beläget 2 kilometer nordost om Marieholm och består av ett orört barrskogsområde. Två små insjöar ligger i reservatet helt eller delvis: Kacklesjön och Mölnesjö.

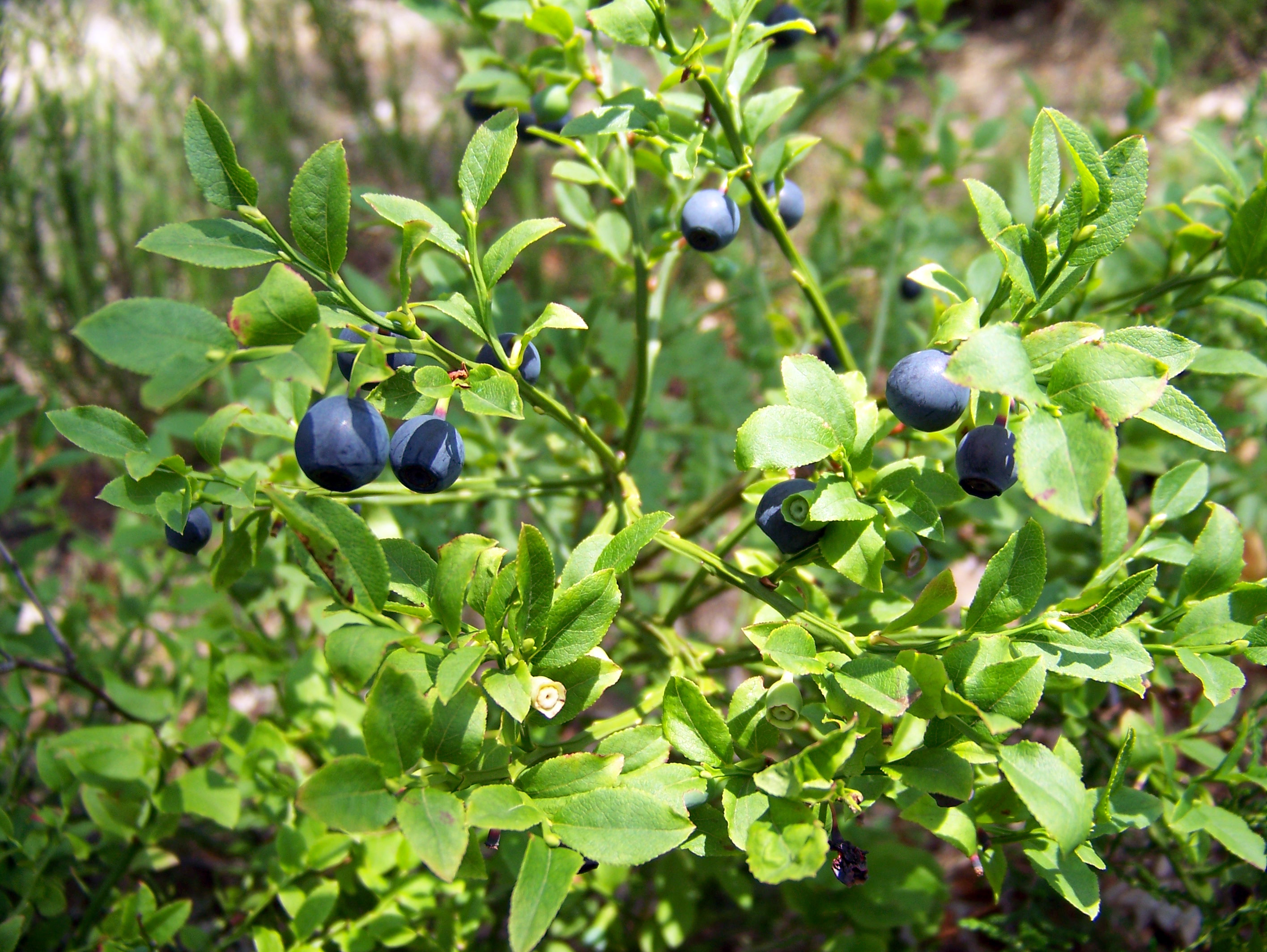
Blåbär

Granskog med blåbärsris dominerar i Marieholmsskogen. Stora delar av den gamla barrskogen föll vid stormarna i början av 2000-talet. Den stora mängden döda träd med lågor och torrakor skapar stora naturvärden. Här finns dessutom små partier sumpig granskog och öppnare tallhedar. Bäckar, bergbranter, små sjöar och mossar ger en varierande och fuktig miljö. Där trivs en artrik moss- och lavflora. Fåglar som tjäder, spillkråka och skogsmesar är vanliga.